# Carlo, Cokxxx, Nutten 2
Carlo, Cokxxx, Nutten 2 è il secondo album in collaborazione dei due rapper tedeschi Bushido e Fler. L´album è uscito l´ 11 settembre del 2009 attraverso l´etichetta discografica ersguterjunge in due versioni: Standard e Premium.

## Contenuto
Rispetto al predecessore (Carlo, Cokxxx, Nutten), su questo disco oltre alle tipiche tracce da Battle si trovano anche tracce riflettive. L´album musicalmente parla del percorso musicale dei due rapper fin dagl´inizi della loro carriera, come anche il loro litigio e la loro riconciliazione. Anche su questo disco i due rapper si presentano frequentemente attraverso gli pseudonimi Sonny Black e Frank White.

## Produzione
Il disco è stato prodotto, come in ogni album dei Carlo, Cokxxx, Nutten, interamente da Bushido, di cui nove tracce con la collaborazione di Martin Stock.

## Successo e singoli
Il disco ha avuto una buona posizione nella Media Control Charts ovvero 3º posto.
Il singolo estratto dal disco è un doppio-singolo Eine Chance / Zu Gangsta. Il doppio singolo raggiunse il 79º posto nella Media Control Charts.

## Tracce
Versione Standard:
| #  | Titolo                                      | Produttore             | Durata |
| -- | ------------------------------------------- | ---------------------- | ------ |
| 1  | Intro                                       | Bushido                | 0:57   |
| 2  | Reloaded                                    | Bushido & Martin Stock | 3:27   |
| 3  | Carlo Cokxxx Flashback                      | Bushido                | 2:58   |
| 4  | Zwei Turntables und ein Mic                 | Bushido                | 3:47   |
| 5  | Eine Chance                                 | Bushido & Martin Stock | 4:07   |
| 6  | Ich wollte eigentlich nur rappen            | Bushido                | 3:29   |
| 7  | Der Song lacht                              | Bushido                | 3:17   |
| 8  | Komm klar, Spast!                           | Bushido                | 3:33   |
| 9  | Ich war noch nie wie die (Sonny Black Solo) | Bushido                | 4:08   |
| 10 | Zukunft Pt. II                              | Bushido & Martin Stock | 3:30   |
| 11 | Unsterblichkeit                             | Bushido & Martin Stock | 3:28   |
| 12 | Die Krähen kreisen                          | Bushido & Martin Stock | 3:28   |
| 13 | Albtraum (Frank White Solo)                 | Bushido                | 3:16   |
| 14 | Vorbild                                     | Bushido & Martin Stock | 3:54   |
| 15 | Highlife                                    | Bushido & Martin Stock | 3:03   |
| 16 | Ich rap für                                 | Bushido                | 4:08   |
| 17 | Zu Gangsta                                  | Bushido                | 3:26   |

Tracce Bonus nella versione Premium:
| #  | Titolo                    | Featuring | Produttore             | Durata |
| -- | ------------------------- | --------- | ---------------------- | ------ |
| 18 | Zeiten ändern sich Pt. II |           | Bushido                | 3:27   |
| 19 | Wie ein Tattoo            |           | Bushido & Martin Stock | 3:05   |
| 20 | Straßengangsound          |           | Bushido & Martin Stock | 3:50   |
| 21 | Ich rap für (Remix)       | Kay One   | Bushido                | 4:08   |